# Matthaes Verlag

Verlagsgründer Hugo Matthaes

Der Matthaes Verlag war ein Zeitschriftenverlag in Stuttgart, der von 1905 bis 2020 existierte.

## Geschichte
Der Verlag wurde im Jahr 1905 durch Hugo Matthaes gegründet, der ihn bis 1931 leitete. Zu den Publikationen von Beginn an zählten die Süd- und Mitteldeutsche Fleischer-Zeitung und Der Maler. Hugo Matthaes, der Sohn des Gründers, führte den Verlag von 1931 bis 1981, ab dem Jahr 1952 zusammen mit seiner Frau Amalie M. Matthaes. 
Im Jahr 1944 wurde das Verlagsgebäude durch einen Fliegerangriff zerstört. Der Wiederaufbau und Neubeginn an den Standorten Stuttgart-Degerloch erfolgte im Jahr 1946. Mehrere Umzüge folgten: Marienstraße (1947/48), Hospitalstraße (1949–1953), Olgastraße (1953) und schließlich in die Silberburgstraße im Jahr 2005.
1947 erschien erstmals nach dem Krieg die Allgemeine Hotel- und Gaststätten-Zeitung (AHGZ; im Oktober 2006 umbenannt in Allgemeine Hotel- und Gastronomie-Zeitung) sowie die Fachzeitschriften Konditorei und Café (KoCa)  und Allgemeine Bäcker-Zeitung (ABZ). 
Im Jahr 1948 folgte die Mineralwasser-Zeitung und Die Müllerei, 1949 Der Biergroßhandel und ab 1951 der Deutsche Hotelführer. Im Jahr 1968 schließlich wurde das Fachmagazin Hotel + Restaurant übernommen. 
Zwischen 1981 und 2004 wurde das Unternehmen von Hugo Matthaes, dem Enkel des Firmengründers geführt, bis 1998 zusammen mit seiner Mutter Amalie M. Matthaes. Im Frühjahr 2004 beteiligte sich die Verlagsgruppe Deutscher Fachverlag, Frankfurt/Main mehrheitlich am Unternehmen.
Im Jahr 2012 wurde der Matthaes Verlag in Paris mit dem Gourmand World Cookbook Award als Best Cookbook Publisher of the Year (auf Deutsch „Bester Kochbuch Herausgeber des Jahres“) für sein Kochbuchsegment ausgezeichnet.
2020 ging der Matthaes Verlag ganz in der dfv Mediengruppe auf.

## Spektrum
Neben verschiedenen Fachzeitungen und Fachmagazinen erschienenen im Matthaes Verlag eine Vielzahl von Fachbüchern für die Bereiche Hotellerie, Gastronomie, Konditorei und Bäckerei.